# Manchester Arena
Manchester Arena, hiện được gọi là AO Arena vì lý do tài trợ, là một nhà thi đấu nằm ở Manchester, Anh. Nhà thi đấu nằm ngay phía bắc trung tâm thành phố Manchester và một phần ga Manchester Victoria nằm dưới nhà thi đấu này. Với sức chứa 21.000 người, đây là nhà thi đấu lớn nhất ở Vương quốc Anh và là nhà thi đấu lớn thứ hai ở châu Âu.
Manchester Arena là một trong những nhà thi đấu bận rộn nhất thế giới. Nơi đây thường tổ chức các sự kiện âm nhạc và thể thao như quyền Anh và bơi lội. Nhà thi đấu này là một phần quan trọng trong cuộc đấu thầu của Manchester cho Thế vận hội vào các năm 1996 và 2000 và cuối cùng đã được sử dụng tại Đại hội Thể thao Khối Thịnh vượng chung 2002.
Nhà thi đấu đã tạm thời bị đóng cửa sau một cuộc tấn công khủng bố vào ngày 22 tháng 5 năm 2017, khi kẻ đánh bom tự sát Salman Abedi kích nổ một thiết bị nổ tự chế vào cuối buổi hòa nhạc của Ariana Grande trong khuôn khổ chuyến lưu diễn Dangerous Woman Tour của cô, khiến 22 người thiệt mạng và hơn 500 người bị thương. Các buổi biểu diễn và sự kiện dự kiến diễn ra tại đây đã được chuyển đến các địa điểm khác hoặc bị hủy bỏ hoàn toàn. Nhà thi đấu đã mở cửa trở lại vào ngày 9 tháng 9 năm 2017 với buổi hòa nhạc từ thiện đặc biệt do ca sĩ Noel Gallagher (sinh ra tại Manchester) tổ chức.